# Regionalverband Bodensee-Oberschwaben
Der Regionalverband Bodensee-Oberschwaben gehört zu den zwölf Raumordnungs- und Planungsregionen in Baden-Württemberg. Er umfasst den Bodenseekreis, den Landkreis Ravensburg und den Landkreis Sigmaringen.

## Regionalplanung
Als Träger der Regionalplanung in der Region wurde zum 1. Januar 1973 der Regionalverband Bodensee-Oberschwaben als Körperschaft des öffentlichen Rechts eingerichtet. Er ist einer von zwölf Regionalverbänden in Baden-Württemberg, von denen zwei auch über die Landesgrenzen hinaus zuständig sind. Die Geschäftsstelle des Regionalverbands befindet sich in Ravensburg.

## Einwohnerentwicklung
Die Einwohnerzahlen sind Volkszählungsergebnisse (¹) oder amtliche Fortschreibungen des Statistischen Landesamts Baden-Württemberg (nur Hauptwohnsitze).
| Datum             | Einwohner |
| ----------------- | --------- |
| 31. Dezember 1973 | 500.173   |
| 31. Dezember 1975 | 500.128   |
| 31. Dezember 1980 | 515.022   |
| 31. Dezember 1985 | 520.757   |
| 25. Mai 1987 ¹    | 520.061   |
| 31. Dezember 1990 | 552.456   |

| Datum             | Einwohner |
| ----------------- | --------- |
| 31. Dezember 1995 | 585.045   |
| 31. Dezember 2000 | 601.451   |
| 31. Dezember 2005 | 614.508   |
| 31. Dezember 2010 | 615.547   |
| 9. Mai 2011 ¹     | 602.021   |
| 31. Dezember 2015 | 622.269   |

| Datum             | Einwohner |
| ----------------- | --------- |
| 31. Dezember 2018 | 631.385   |

## Raumplanung

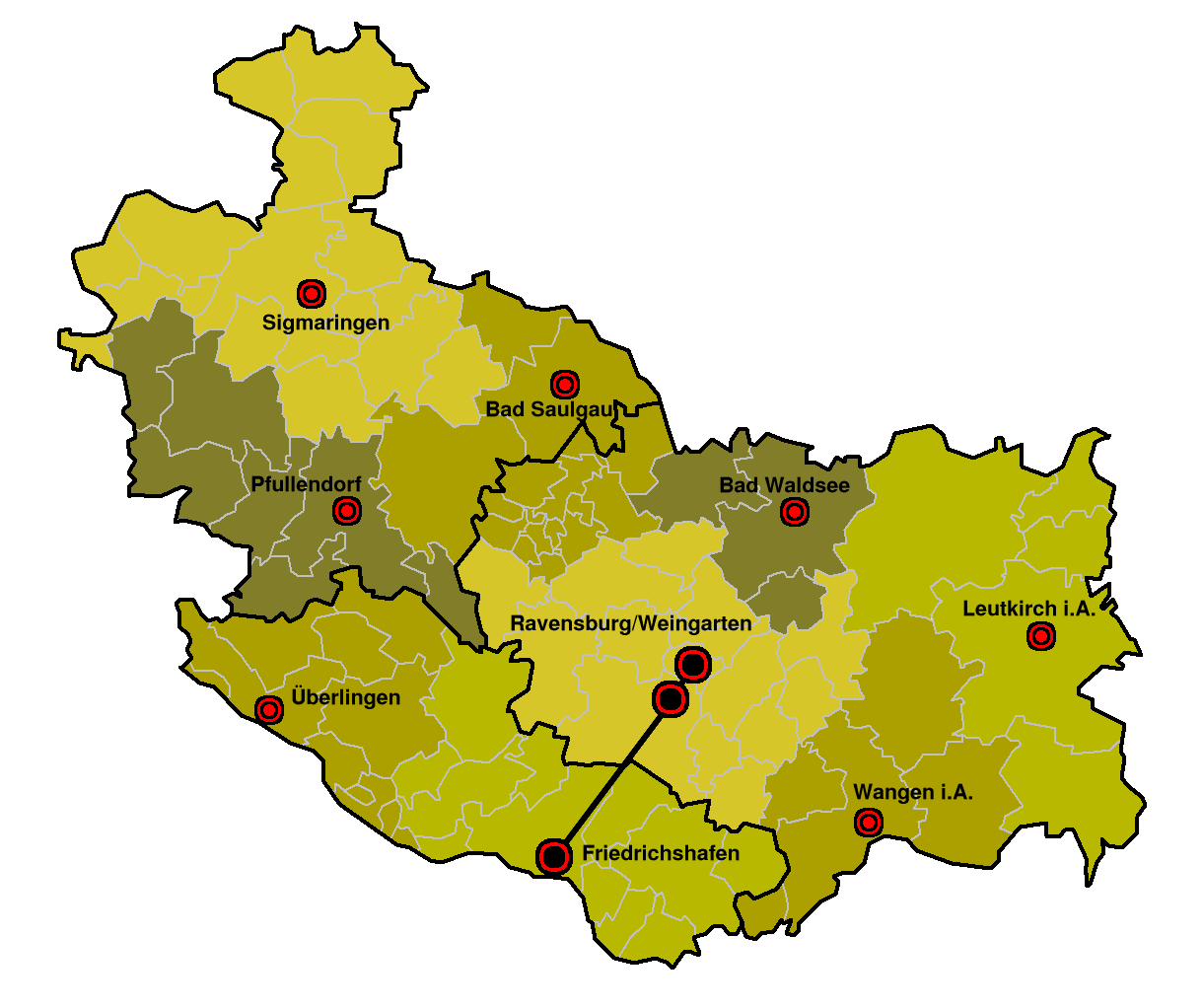
Karte der Mittelbereiche im Regionalverband Bodensee-Oberschwaben

Im Regionalverband Bodensee-Oberschwaben ist Friedrichshafen/Ravensburg/Weingarten als Oberzentrum ausgewiesen. Es existieren die folgenden Mittelbereiche, deren Abgrenzung in den Artikeln zu den jeweiligen Städten zu finden ist:
- Bad Saulgau
- Bad Waldsee
- Friedrichshafen
- Leutkirch
- Pfullendorf
- Ravensburg/Weingarten
- Sigmaringen
- Überlingen
- Wangen

### Flächenaufteilung
Nach Daten des Statistischen Landesamtes, Stand 2015.

## Verbandsvorsitzende des Regionalverbands
- Oberbürgermeister a. D. Karl Wäschle, ab 1973
- Bürgermeister a. D. Viktor Grasselli, ab 1994
- Oberbürgermeister a. D. Hermann Vogler, ab 2009
- Landrat a. D. Dirk Gaerte, ab 2013
- Bürgermeister Thomas Kugler, ab 2014

## Verbandsdirektoren des Regionalverbands
- Hermann Vogler, ab 1974
- Georg Zimmer, ab 1988
- Stefan Köhler, ab 1998
- Wilfried Franke, ab 2008
- Wolfgang Heine, ab 2021